# Scania CCP10
Le Scania CCP10 est un camion-citerne transportant du carburant fabriqué pour la partie châssis par le constructeur suédois Scania dans une usine d'Angers et, pour la partie pétrolière, par la compagnie française Lafon pour l'armée française. Il est désigné également sous le nom de   camions-citernes polyvalents de grande capacité et camion citerne polyvalent pour ravitaillement carburant.

## Histoire
300 CCP10 ont été commandés par l’armée française en 2002 et sont entrés en service entre 2004 et 2006 à raison de 10 exemplaires par mois dans le service des essences des armées et dans les régiments de l'armée de terre française. Leur durée de vie prévue est de 20 ans.
En 2009, la DGA commande 161 Scania supplémentaires destinés au génie et à des applications logistiques.
Au début de 2010, six camions blindés (trois ravitaillement et trois avitaillement) ont rejoint les forces françaises en Afghanistan,.
Ils sont depuis utilisés dans la majorité des opérations militaires françaises. Par exemple, 22 d'entre eux ont été utilisés au Mali en 2013 dans le cadre de l'opération Serval.

## Caractéristiques

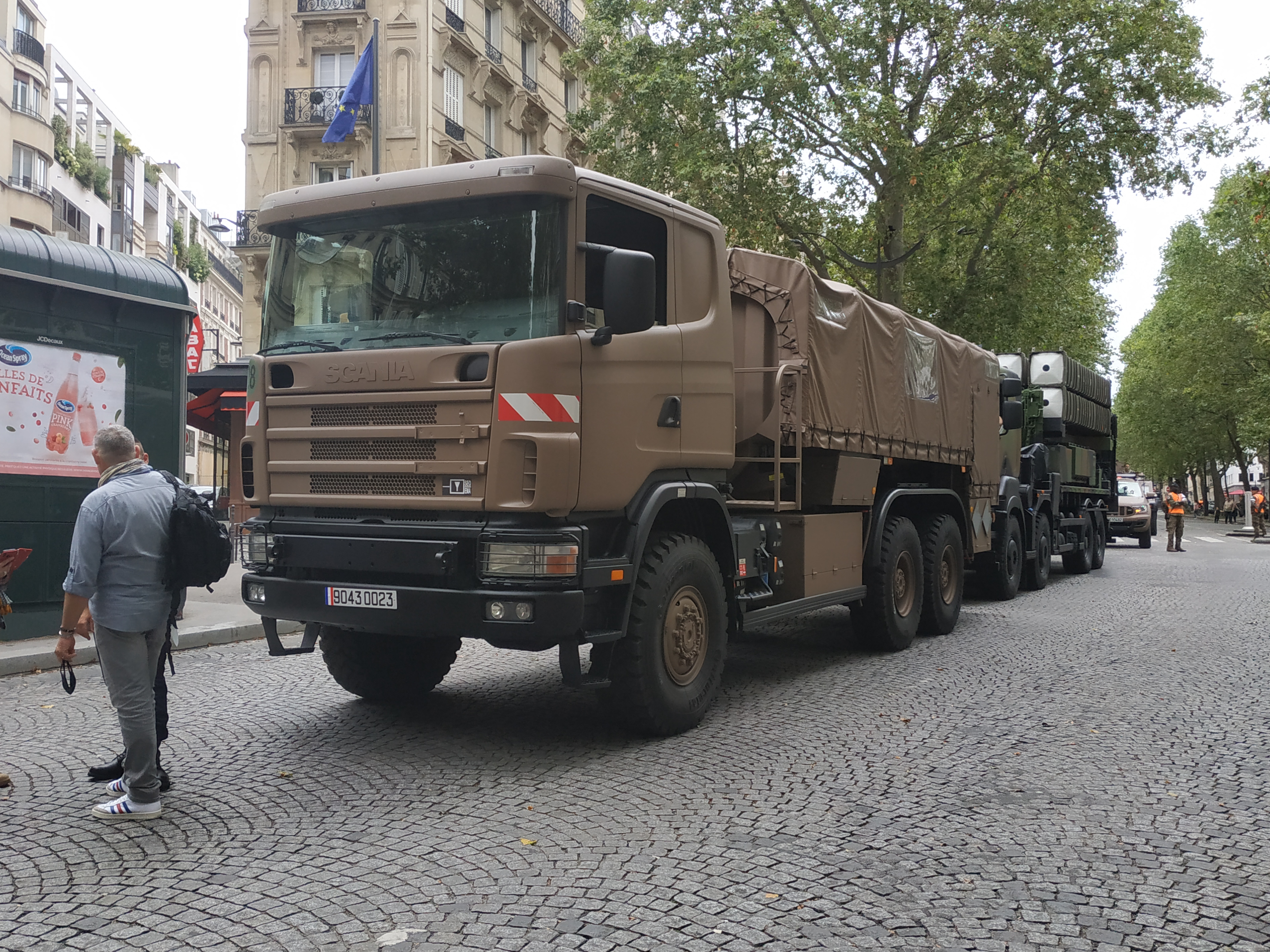
Scania CCP10 aux nouvelles couleurs de l’armée française au défilé du 14 juillet 2021.

Il est proche dans sa conception des véhicules assurant l’assistance du rallye Paris-Dakar. Sa masse à vide est de 16,9 tonnes et sa masse maximale est de 26 tonnes.
Sur un châssis Scania R114CB 6 × 6 HZ 340 (gamme chantier) ont été montés une citerne parallélépipédique rectangle d'une contenance de 10 m3 de carburant et un fardeau permettant, suivant la configuration, le ravitaillement des matériels terrestres ou l'avitaillement des hélicoptères de l'aviation légère de l'armée de terre par quatre lignes de distribution qui peuvent être mises en œuvre simultanément pour assurer le ravitaillement simultané de quatre matériels avec moteurs tournants, comme celui des chars Leclerc qui se réalise en moins de sept minutes. Il peut être mis en œuvre par des températures allant de −20 à 40 °C.
Il est équipé d’une transmission intégrale 6 × 6 animée par un moteur polycarburant acceptant le carburéacteur diesel F-63 et le gazole XF-09 de 11 l. de cylindrée, développant 340 ch à 1 900 tr/min pour un couple maximum 2 000 N m entre 1 000 et 1 300 tr/min.
La boite de vitesses à 12 rapports transmet le couple aux ponts à réduction avant de 9 t et arrière de 21 t par l’intermédiaire d’une boite de transfert à blocage de différentiel central. Un ralentisseur hydraulique couplé à un frein sur échappement assure la sécurité par fortes pentes. Il est complété d'un système ABS. Les six pneumatiques sont de dimension 14R20.00.
Pour les théâtres d'opérations extérieurs, le SEA a développé en 2009 un blindage d'une masse d'une tonne et demie qui concerne 14 CCP10 (12 armées de terre et deux SEA) et 30 tracteurs routiers Kerax 410. Le blindage entraîne un surcroît de masse de 1,5 tonne, mais ne représente apparemment pas une entrave à la mobilité tactique du véhicule.

## Gestion du matériel
À l'origine la gestion du matériel était effectué comme ci :
- Propriétaire : Armée de Terre, d'où les marquages APP-6A des Régiments sur la calandre
- Maintenance châssis : Armée de Terre + contrat de maintien en condition opérationnelle reconduit avec Scania en juin 2008 d'une valeur de 5,5 millions d'euros[7]
- Maintenance de l'équipement pétrolier : Service des essences des armées
- Utilisateur : Armée de terre ou service des essences des armées ou les deux

À la suite d'une réforme qui devrait se terminer dans la première moitié des années 2010, le SEA  se voit confier la gestion complète des CCP10 et l'ensemble des autres camions-citernes des armées mais en 2013 seuls 10 exemplaires spécialisés dans l’avitaillement sont inclus dans son parc.